# Кролль, Сильвио
Сильвио Кролль (нем. Sylvio Kroll, род. 29 апреля 1965 года в Люббене) — немецкий гимнаст, двукратный серебряный призёр Олимпийских игр 1988 года, двукратный чемпион мира.

## Биография
Кролль начал заниматься гимнастикой с шести лет. Его первым тренером в 1971—1974 годах в спортивном клубе TZ Lübben был Гидо Янц (Guido Janz), отец олимпийской чемпионки Карин Янц. С 1975 года Сильвио тренировался в детско-юношеской спортивной школе в Котбусе, принимал участие в юношеских чемпионатах. На чемпионате 1979 года он стал победителем в многоборье, вольных упражнениях, на перекладине и в опорных прыжках. На чемпионате 1981 года победил в многоборье, перекладине и в опорных прыжках. В 1982 году он был первым на чемпионате ГДР по спортивной гимнастике в упражнениях на коне и в опорных прыжках, в этом же году завоевал бронзовую медаль на чемпионате Европы среди юниоров. В 1983 году он впервые участвовал в чемпионате мира, но не мог войти в тройку лидеров.
Из-за бойкота Олимпийских игр ГДР и другими государствами он не мог принять участие в летних Олимпийских играх 1984 года. В соревнованиях Дружба-84 в чехословацком городе Оломоуц он подчеркнул свою хорошую спортивную форму золотом в опорном прыжке и серебром в командном первенстве. В дальнейшем принимал участие в чемпионатах мира, Европы по спортивной гимнастике, на Олимпийских играх.
C 1986 года Сильвио Кролль учился в немецком колледже физической культуры и спорта (Deutschen Hochschule für Körperkultur und Sport, DHfK)). Окончив выступать на соревнованиях работал в Cottbuser Sportamt, в 1997—2007 годах был одним из организатором международного турнира по гимнастике «Турнир чемпионов» («Turnier der Meister»). В 2007—2008 годах возглавлял олимпийский учебный центр в Штутгарте. С 2009 года работал в Центре олимпийской подготовки Франкфурта. С 2003 года — член Исполнительного комитета европейского союза гимнастики (UEG).
Кроль женат, имеет двоих детей. Его увлечения — современная литература и музыка.

## Спортивные достижения

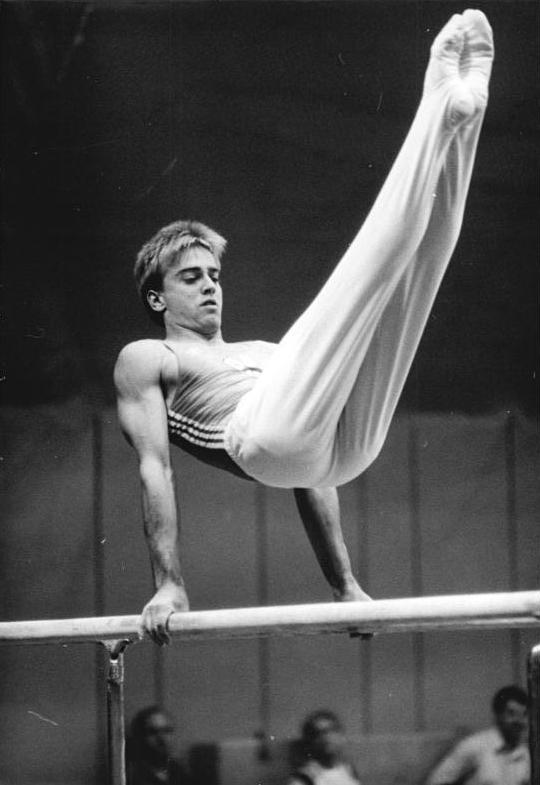
Выступление Кролля на брусьях

Выступал в составе команды ГДР, с 1991 года — команды Германии. 1985 год стал для Кролля самым успешным. В этот год он стал чемпионом Европы по спортивной гимнастике в упражнениях на коне. На чемпионате мира по спортивной гимнастике в Монреале завоевал две бронзовые медали — в индивидуальном многоборье и в командном первенстве. На следующий год на Кубке мира он стал победителем в соревнованиях на турнике. На чемпионате Европы в 1987 году он завоевал две серебряные медали — в опорных прыжках и на турнике.
Во время подготовки к Олимпиаде 1988 года он заболел отеком легких. Тем не менее, после излечения, он продолжил подготовку и на Олимпийских играх в Сеуле завоевал две серебряные медали, в командном первенстве и в опорных прыжках. В тех же дисциплинах в следующем году на чемпионате мира в Штутгарте он завоевал две серебряные медали. На кубке DTB он победил в опорных прыжках, был вторым на перекладине и третьим на кольцах.
В 1991 году на чемпионате мира по спортивной гимнастике в Индианаполисе Кролль в составе команды Германии со спортсменами
Андреас Веккер, Ральф Бюхнер, Марио Франке, Андре Хемпельон и Ян-Питер Никиферов завоевал бронзовую медаль в командном первенстве. На чемпионате Германии он победил в упражнениях на коне, стал вторым в опорных прыжках и в многоборье.
На Олимпийских играх 1992 года он был шестым в опорных прыжках и четверым в командных соревнованиях.

## Награды
- Золотой Орден «Звезда дружбы народов» (1984)
- Золотой Орден «За заслуги перед Отечеством» (ГДР) (1986).
- Серебряный Орден «За заслуги перед Отечеством» (ГДР) (1988).